# Železniční trať Ostrava-Svinov – Český Těšín
Železniční trať Ostrava-Svinov – Český Těšín (v jízdním řádu pro cestující označená číslem 321) je elektrizovaná celostátní trať o délce 38 km. Trať je dvoukolejná v úseku Odbočka Odra – Odbočka Chotěbuz, z výhybny Polanka nad Odrou a ze stanice Ostrava-Svinov vedou do odbočky Odra jednokolejné tratě, z odbočky Chotěbuz do Českého Těšína je jedna kolej zapojena do dvoukolejné trati Bohumín – Čadca, druhá kolej vede samostatně (mimo odbočku Chotěbuz) ze stanice Albrechtice u Českého Těšína až do Českého Těšína.

## Propojení s tratí 316
Mezi lety 2008 a 2024 byla v jízdním řádu pro cestující pod číslem 321 začleněna také železniční trať Ostrava-Svinov – Opava východ, jinak uváděná pod číslem 316, dále jsou tam uvedeny také vlaky z tratě Ostrava – Valašské Meziříčí, které z Ostravy-Kunčic pokračují do Havířova a Českého Těšína.

## Provoz v historii
Dne 28. 5. 1967 projel první rychlík z Košic do Prahy; v Ostravě-Vítkovicích zastavil v 0:00 hodin. Do přelomu milénia na této trati jezdilo mnoho významných dálkových vlaků (např. vlak EC Košičan, Detvan, Kysuca nebo rychlíky do Prahy, Zvolena a Žiliny), do roku 2009 jezdily vlaky z Prahy bezúvraťově do stanice Ostrava-Vítkovice přes Polaneckou spojku mimo stanici Ostrava-Svinov, ale od změny GVD 2009/2010 byly některé vlaky vedeny přes Ostravu hl. n. a střed. Přes Vítkovice jezdily též vlaky výchozí ze žst. Ostrava-Svinov (IC Detvan Ostrava-Svinov - Žilina), ale od prosince 2010 skončilo zastavování dálkových vlaků ve stanici Ostrava-Vítkovice. Dne 26. září 2011 společnost Student Agency zahájila provoz vlaků Regiojet na trase do Prahy a na Slovensko. Ještě v roce 2013 jezdily některé dálkové vlaky ČD přes Havířov (jeden sobotní i přes Polaneckou spojku), nicméně od prosince 2013 vedou ČD všechny dálkové vlaky přes Bohumín.

## Současný provoz (2023)
Na trati jezdí jak osobní vlaky, značené v systému ODIS jako linka S9, tak spěšné vlaky značené R61. Osobní vlaky jezdí přes stanici Ostrava-Vítkovice, ale spěšné vlaky jezdí úvratí přes Ostravu hl. n. a Ostravu střed a Ostravu-Vítkovice obsluhují krátké osobní vlaky spojující Svinov a Kunčice, jezdící ve špičkách pracovních dnů.

## Průběh původní tratě
Původní trať z Kunčic do Prostřední Suché byla uvedena do provozu 15. listopadu 1911. Dne 1. září 1914 byla uvedena do provozu trať z Prostřední Suché do Českého Těšína, přičemž dvakrát překročila řeku Olši. Po vzniku Československa a Polska se osa koryta řeky Olše stala státní hranicí a cca pětikilometrový úsek tratě tak vedl na území Polska. Dne 14. května 1931 společnost ČSD úsek trati v Polsku opustila, protože vybudovala  přeložku na českém území podél Košicko-bohumínské dráhy. Opuštěný úsek na polském území byl používán polskými drahami od 10. listopadu 1934, po dostavbě trati Zebrzydowice – Cieszyn.
Přeložka trati z Havířova do Albrechtic mimo Prostřední Suchou, na území, které není ovlivněné důlní činností, byla dána do provozu v roce 1962, včetně zdvoukolejnění a dílčích posunů celé trasy Ostrava-Kunčice – Český Těšín. Větev trati z Ostravy-Kunčic přes Vítkovice do Polanky nad Odrou a Ostravy-Svinova byla dána do provozu 22. prosince 1964. Současně s přeložkami a zdvoukolejněním proběhla v letech 1961 až 1965 také elektrizace trati.

## Navazující tratě

### Ostrava-Svinov
- Železniční trať Přerov–Bohumín
- Železniční trať Ostrava-Svinov – Opava východ
- zrušená železniční trať Ostrava Svinov – Klimkovice
- zrušená železniční trať Ostrava Svinov – Kyjovice-Budišovice

### Výhybna Polanka nad Odrou
- Železniční trať Přerov–Bohumín

### Ostrava-Kunčice
- Železniční trať Ostrava – Valašské Meziříčí

### Havířov
- Železniční trať Karviná-Doly – Havířov

### Albrechtice u Českého Těšína
- Železniční trať Albrechtice u Českého Těšína – Karviná-Doly

### Odbočka Chotěbuz
- Železniční trať Bohumín–Čadca

### Český Těšín
- Železniční trať Bohumín–Čadca
- Železniční trať Cieszyn – Frýdek-Místek

## Stanice a zastávky

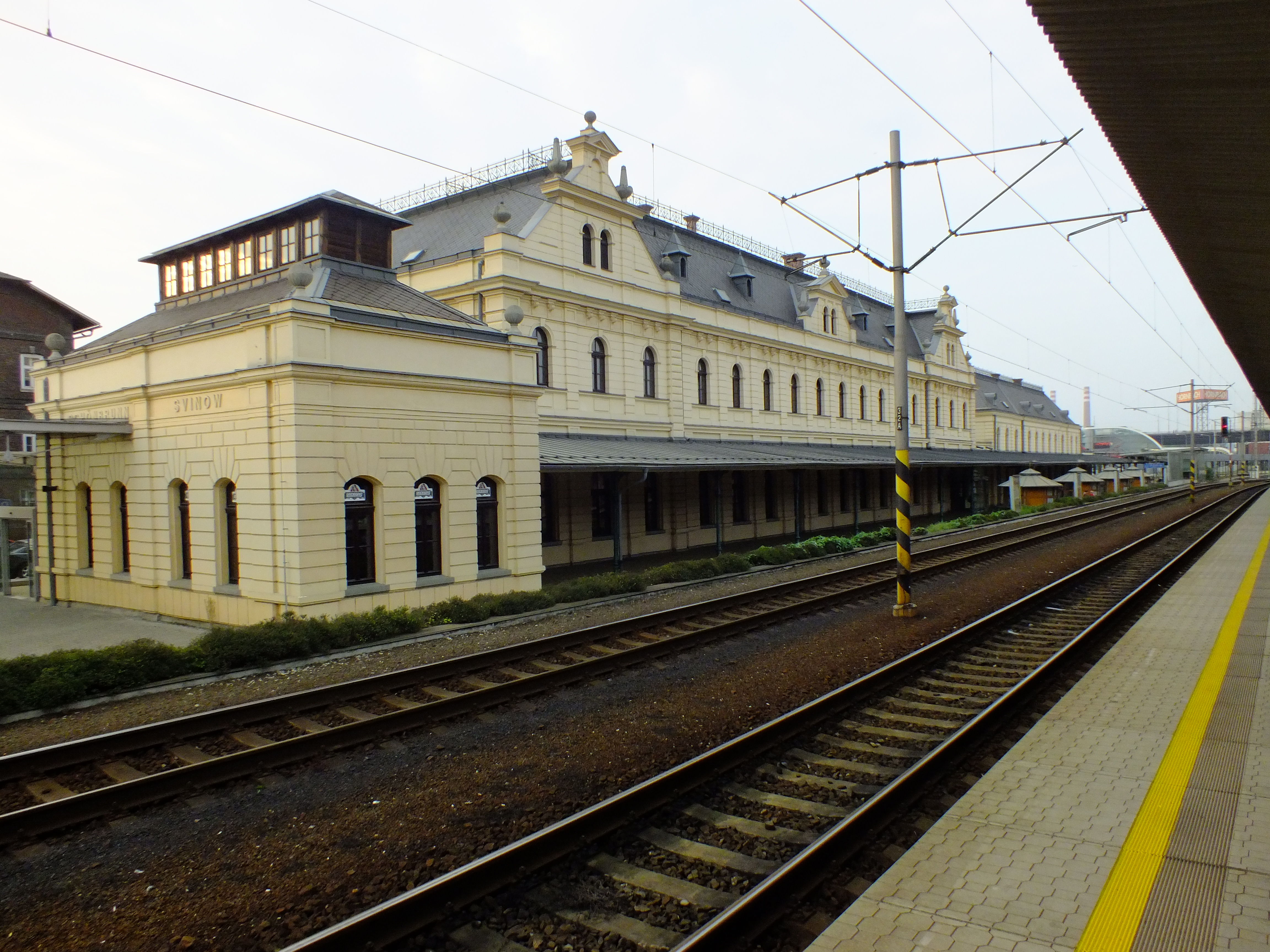
Ostrava-Svinov
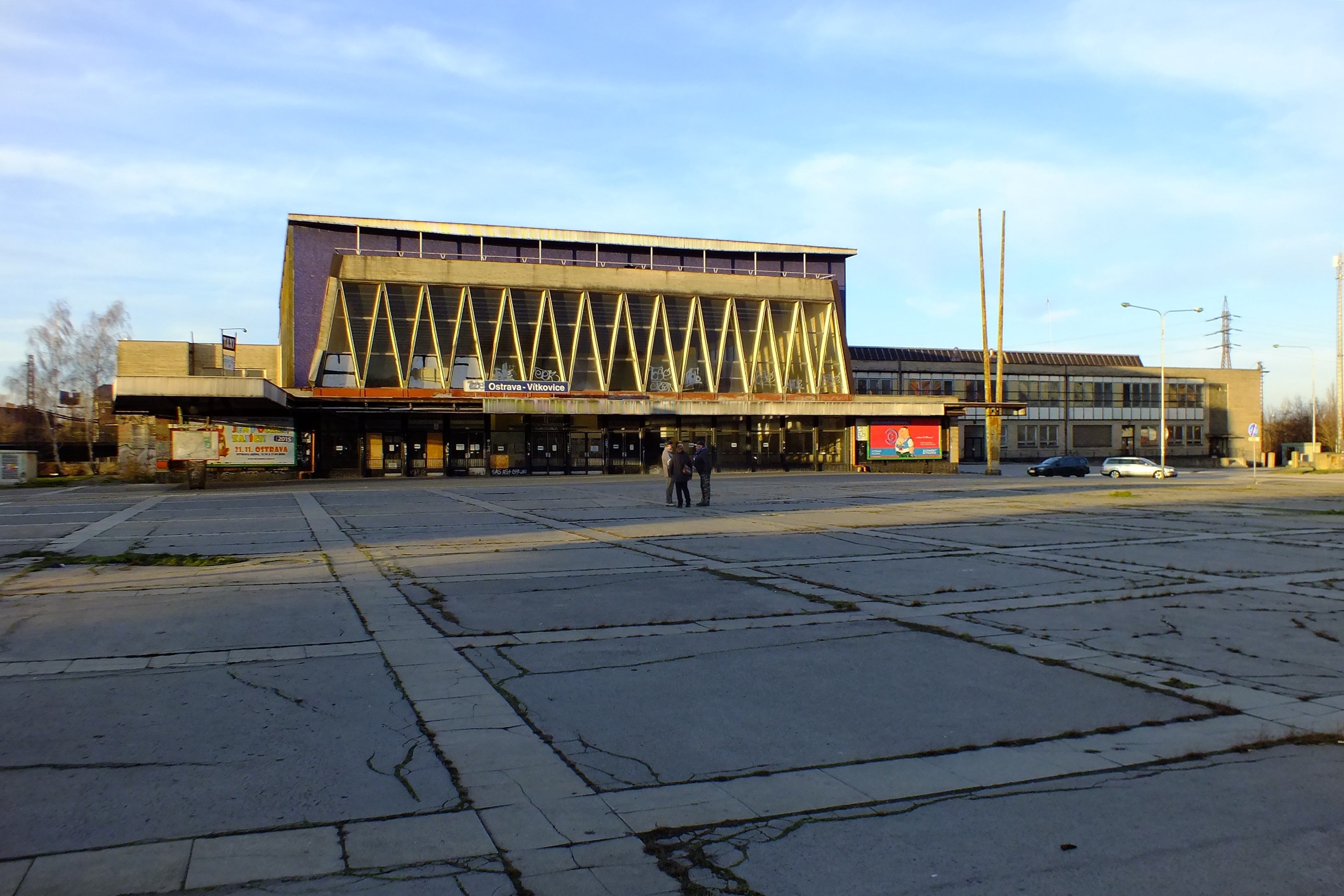
Ostrava-Vítkovice
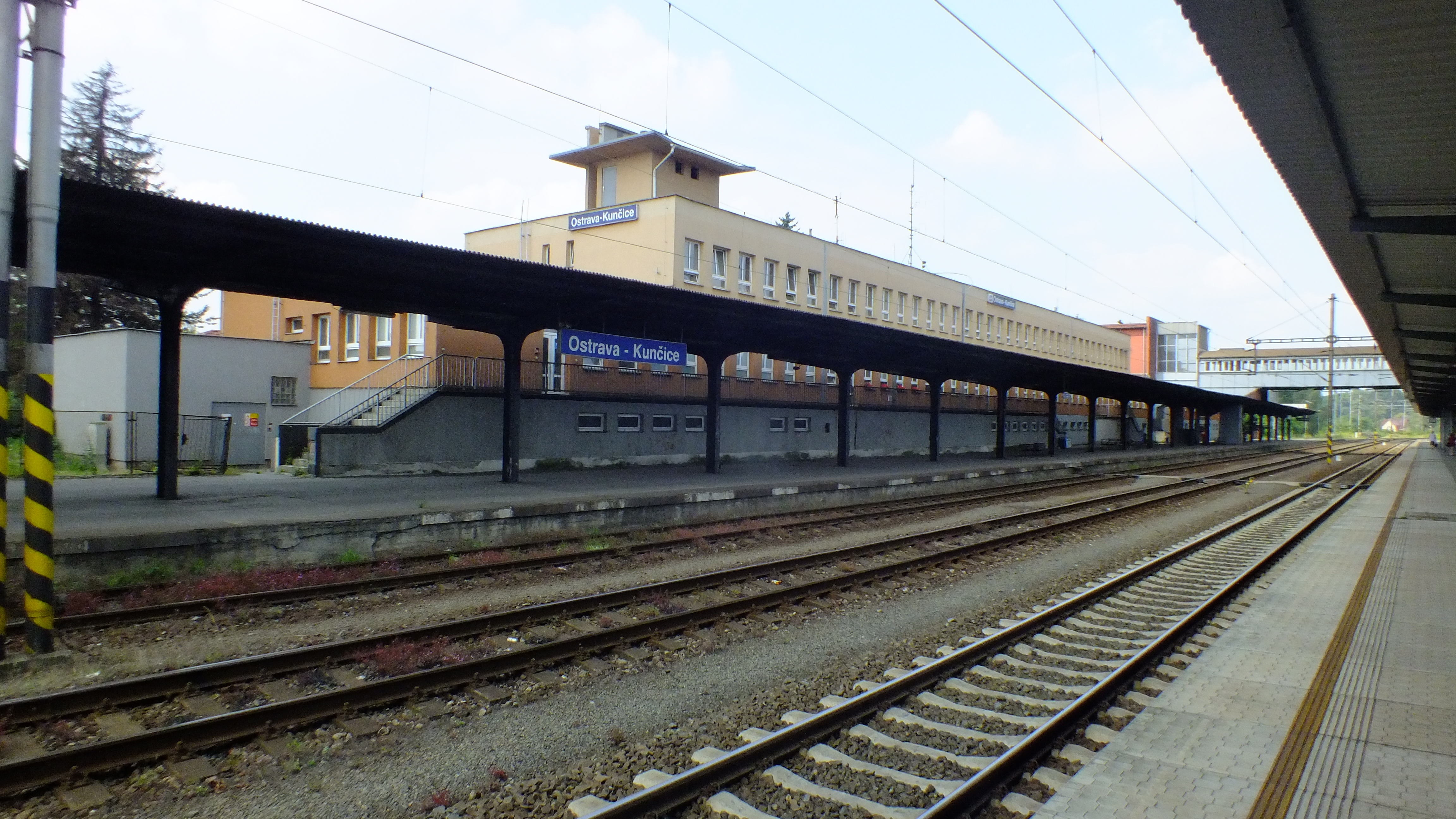
Ostrava-Kunčice
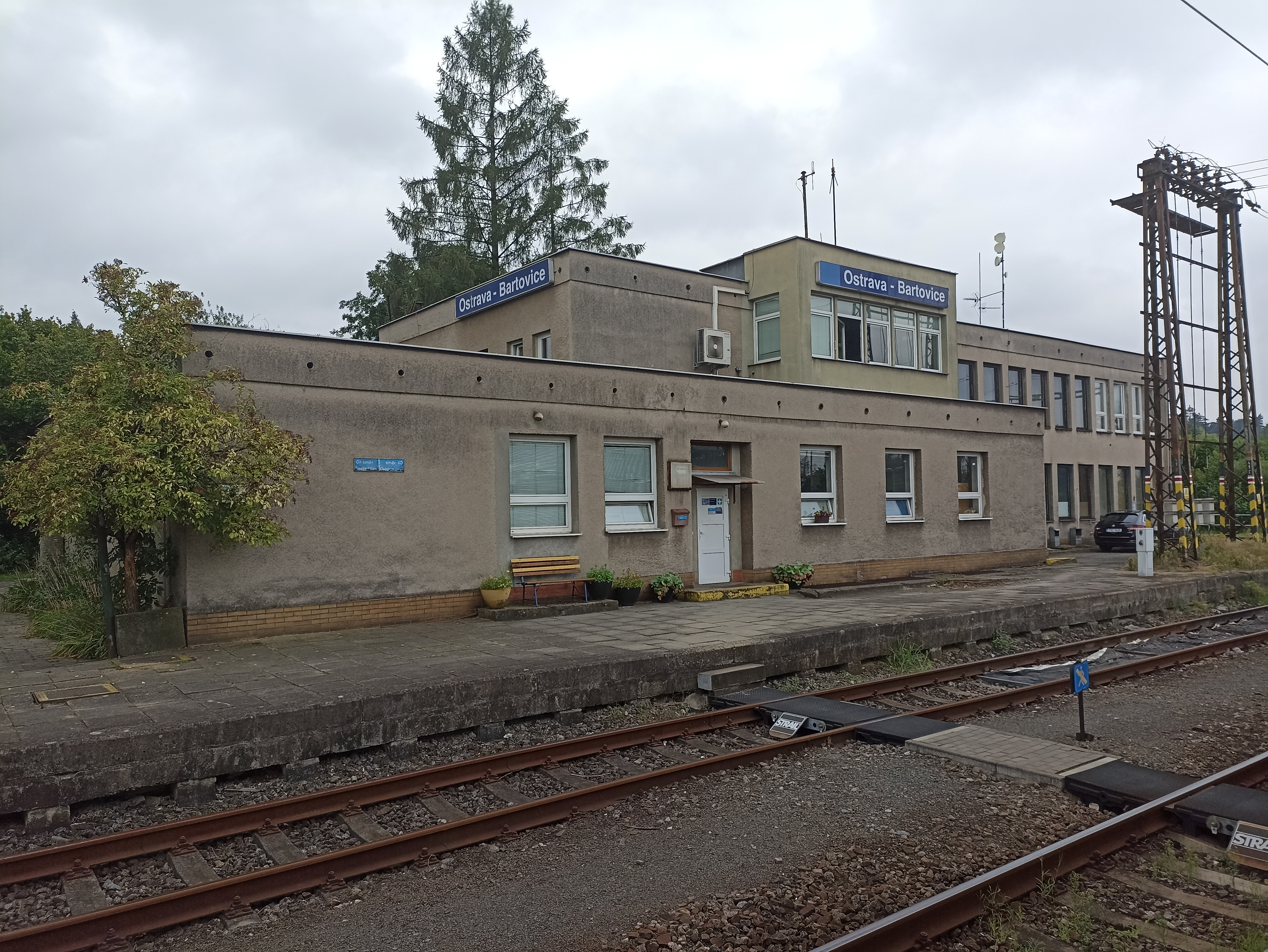
Ostrava-Bartovice
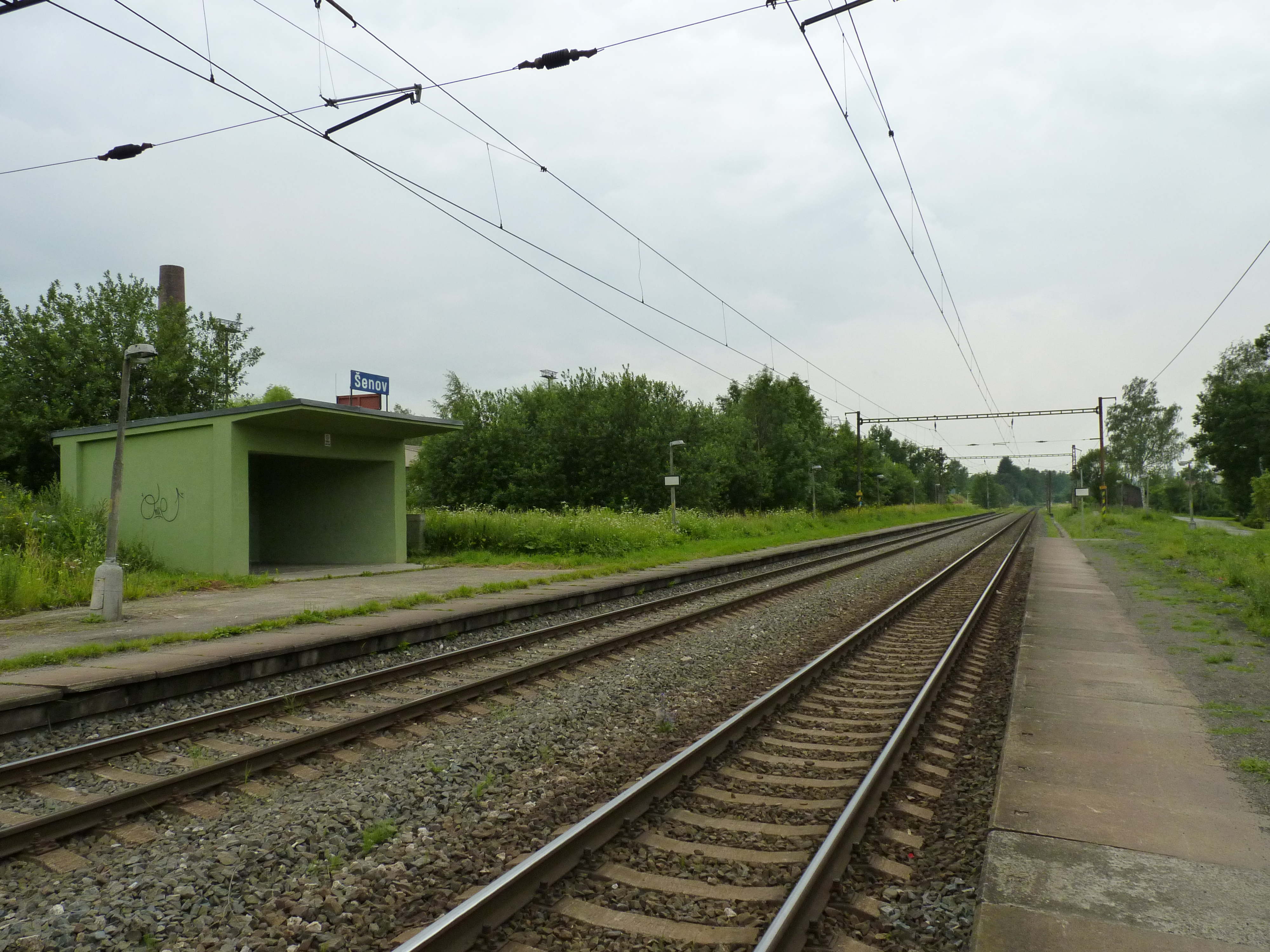
Šenov
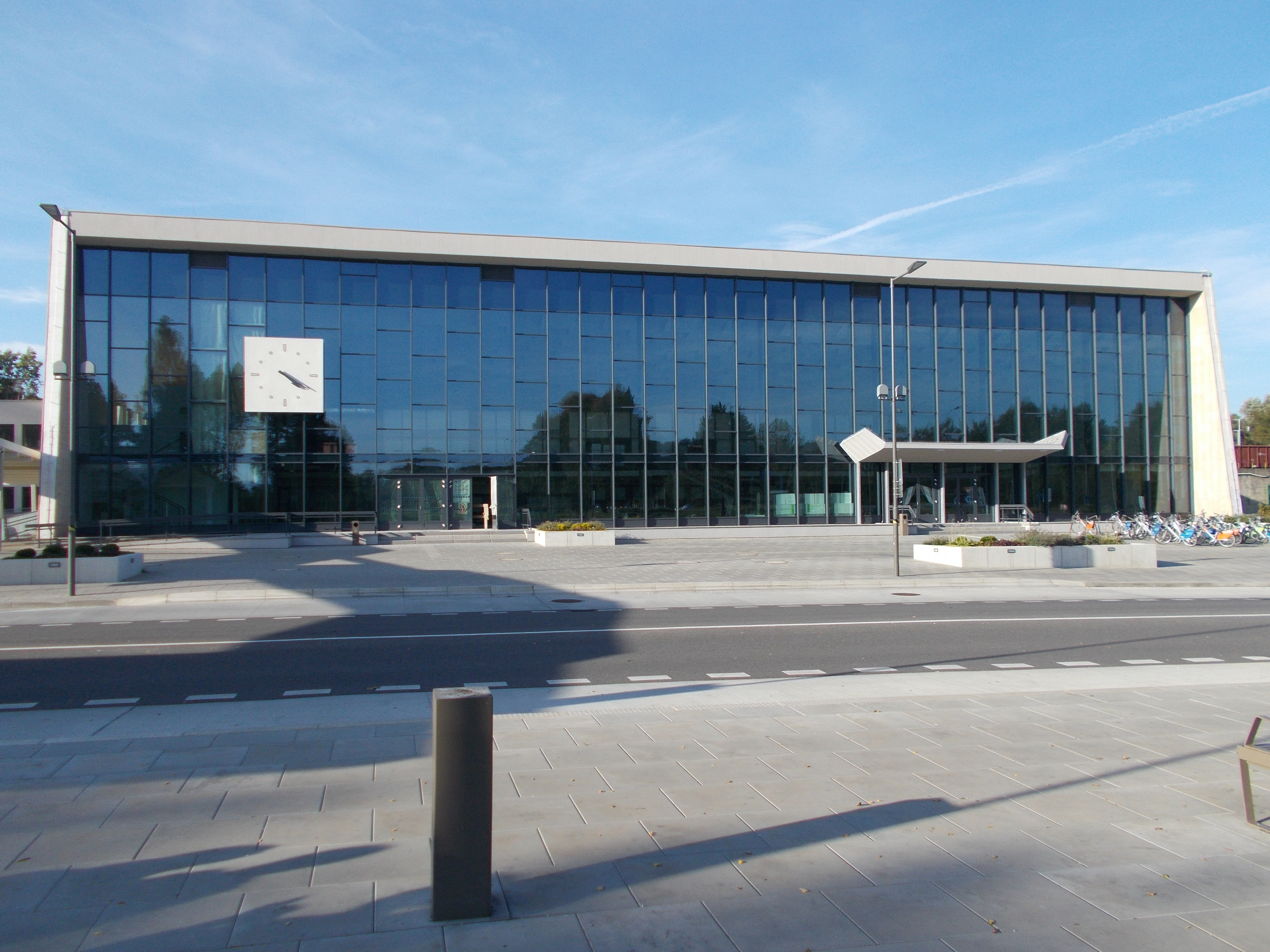
Havířov
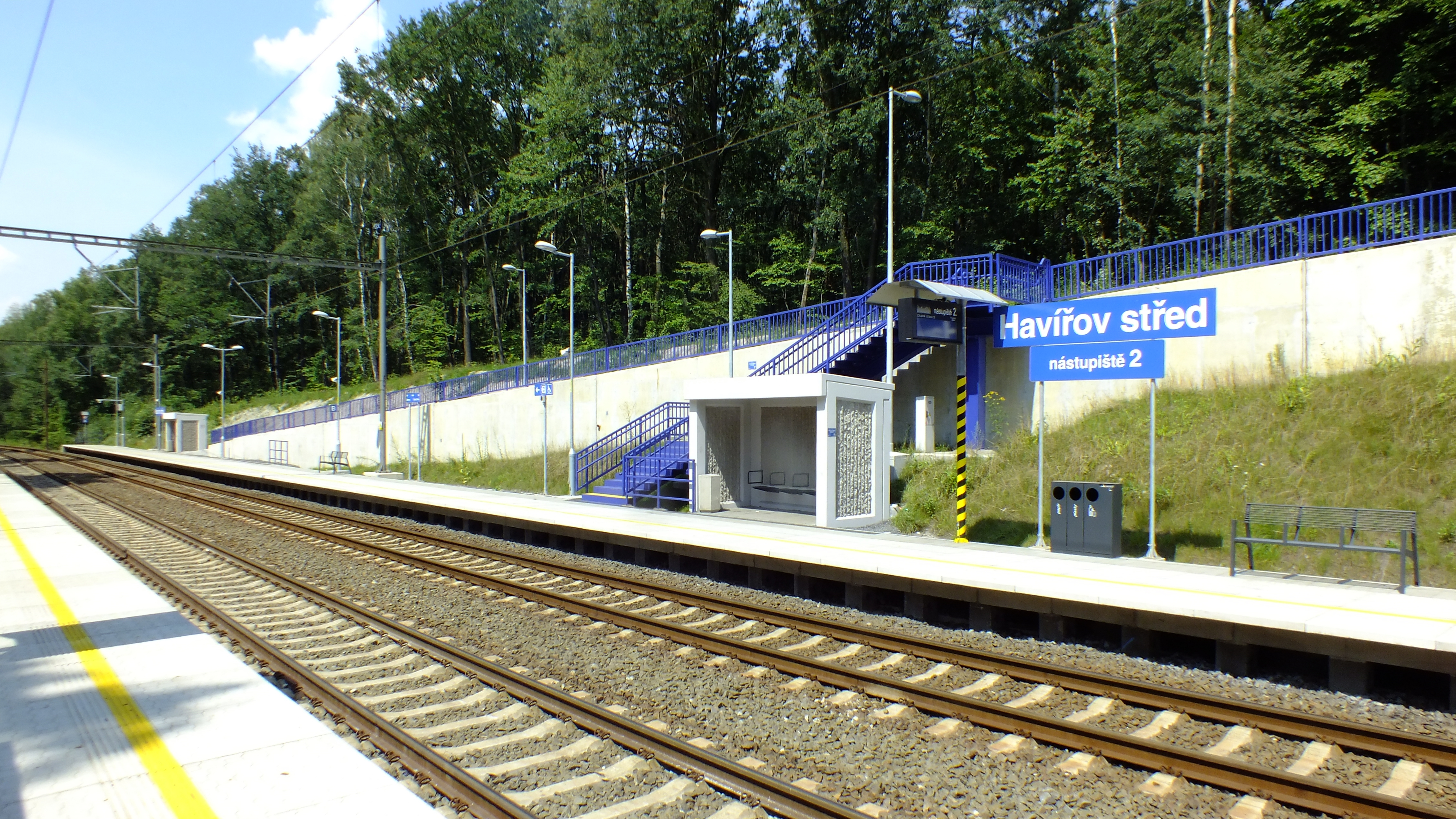
Havířov střed
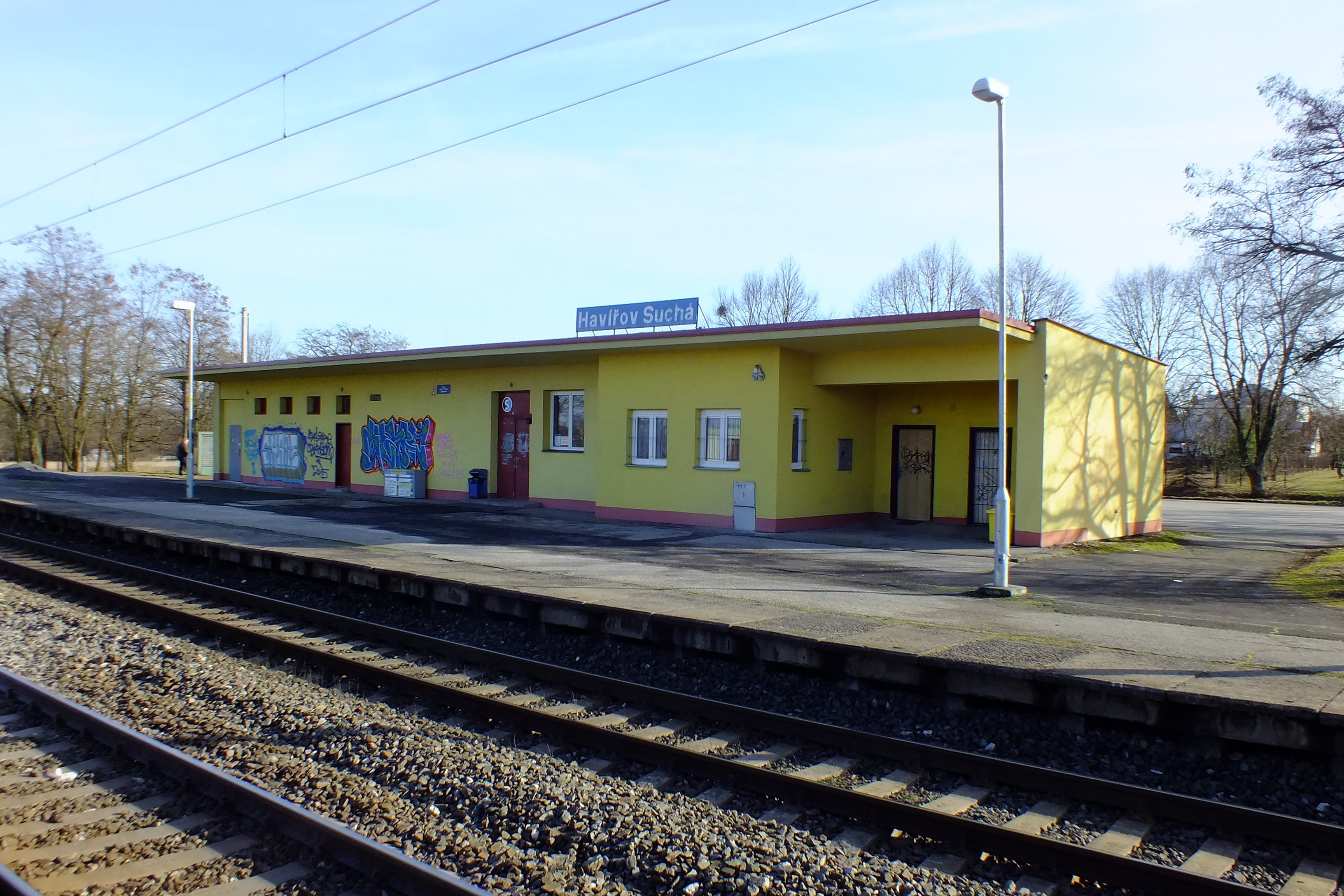
Havířov-Suchá
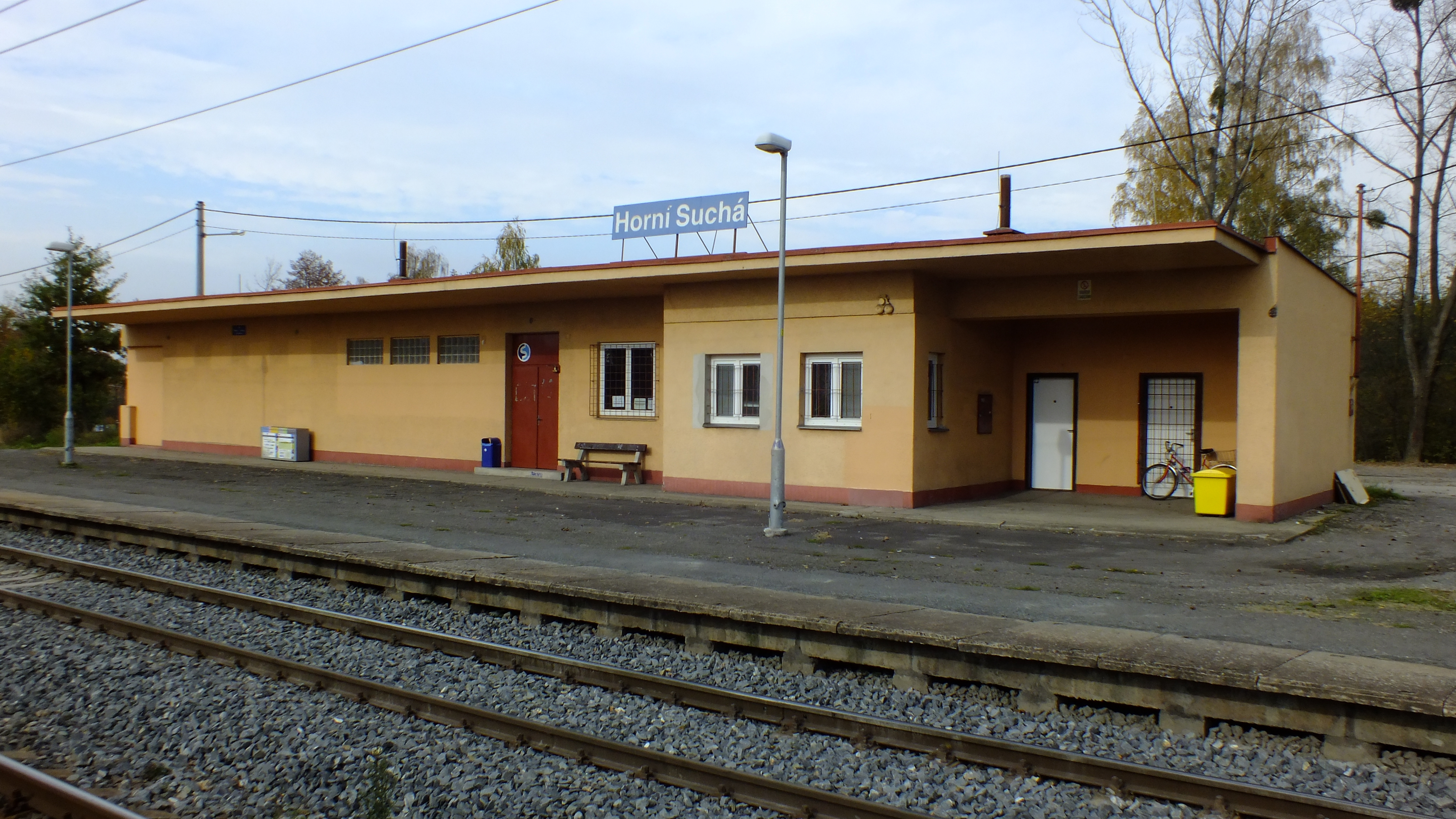
Horní Suchá
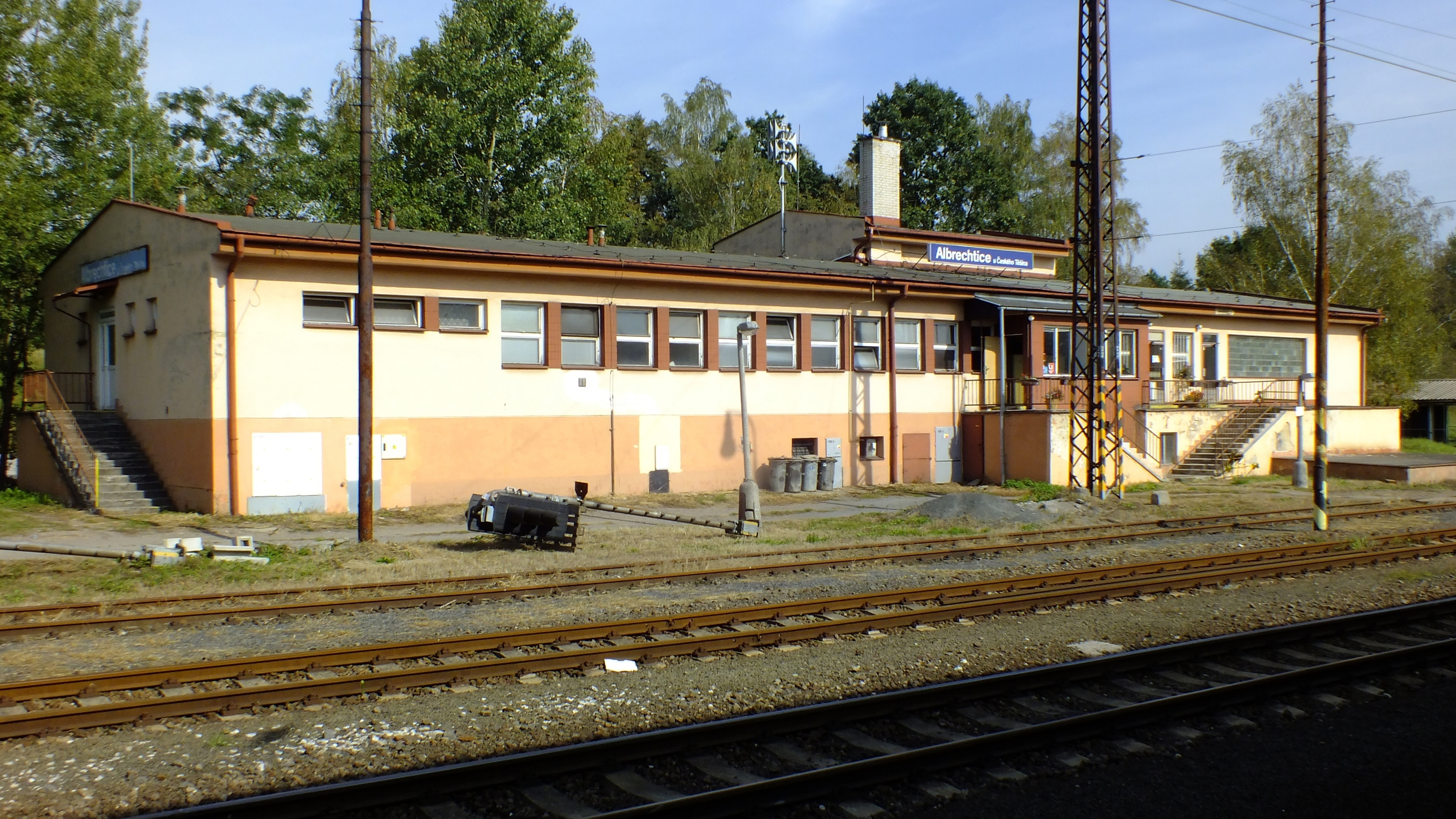
Albrechtice u Českého Těšína
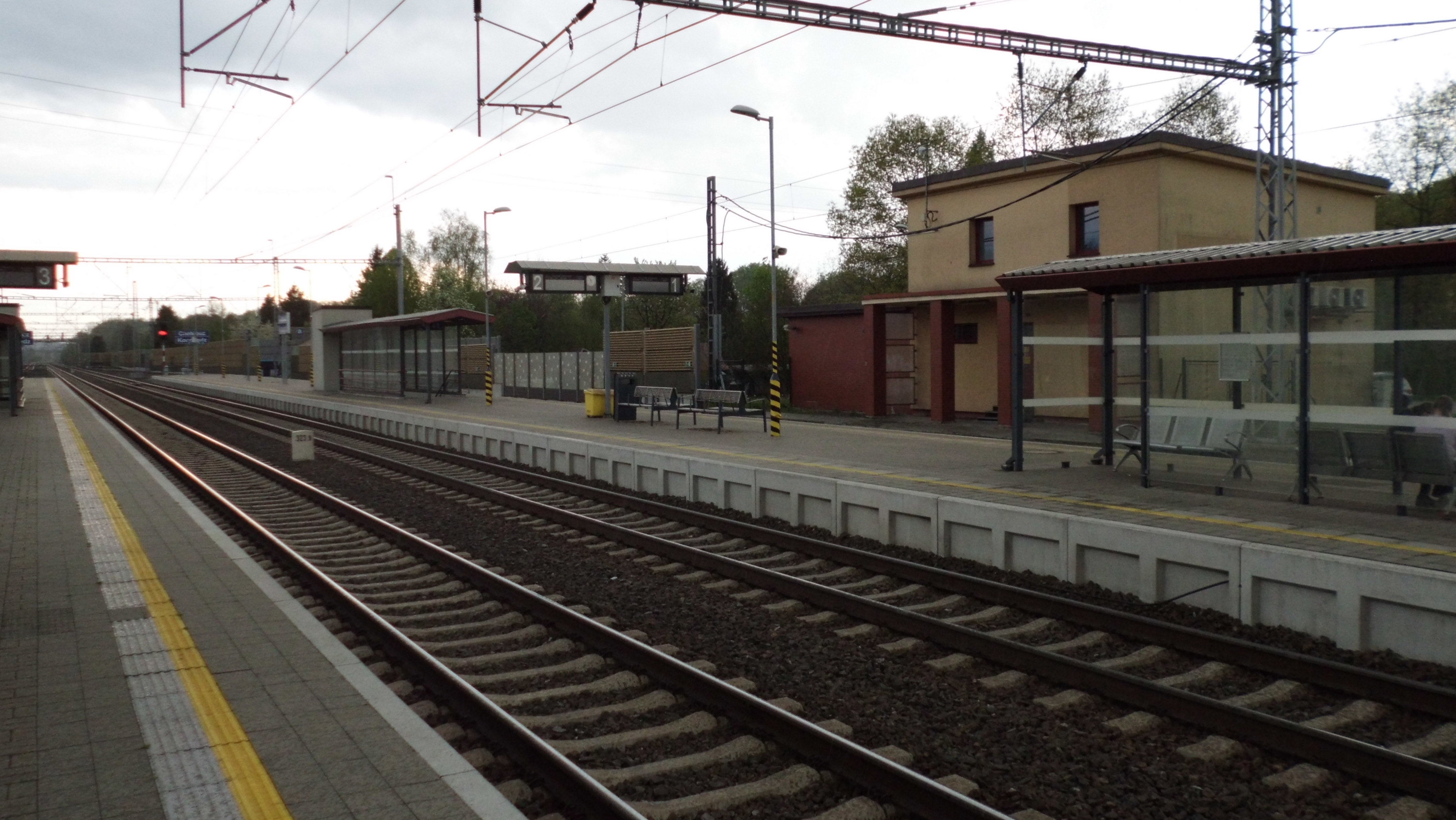
Chotěbuz (Kocobędz)
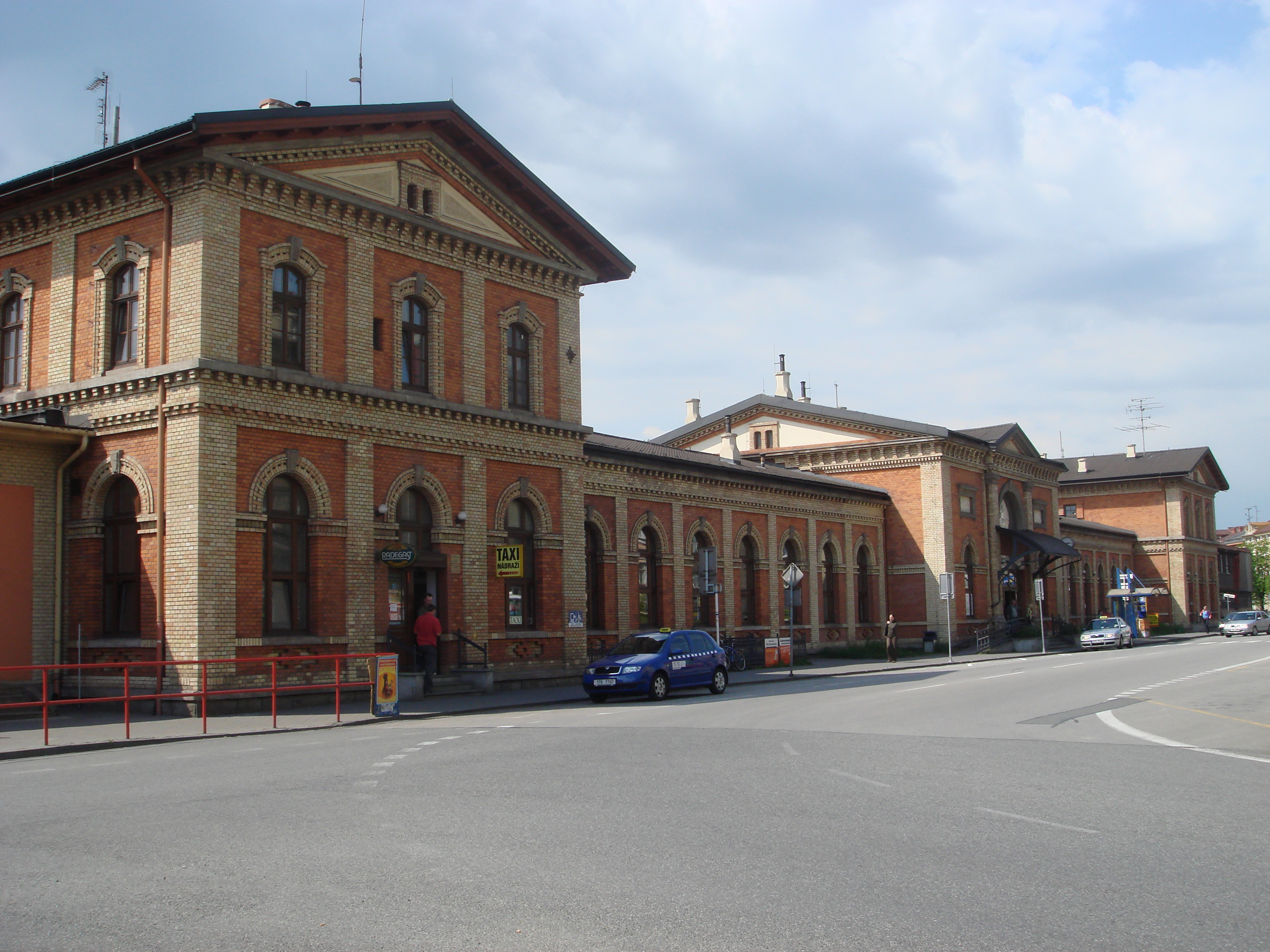
Český Těšín (Czeski Cieszyn)